# جاك روبنسون (لاعب كرة قاعدة)
جاك روبنسون (بالإنجليزية: Jack Robinson)‏ هو لاعب كرة قاعدة أمريكي، ولد في 15 يوليو 1880 في بورتلاند في الولايات المتحدة، وتوفي في 22 يوليو 1921 في ماكون في الولايات المتحدة.